# سینمای قبرس

مایکل کاکویانیس مشهورترین سینماگر اهل قبرس

سینمای قبرس یه صنعت سینما در این کشور اشاره دارد. مانند دیگر کشورها از همان آغاز، سینما به قبرس وارد شد.
در اواخر دهه ۱۹۶۰ و اوایل دهه ۱۹۷۰، جورج فیلیس اولین فیلم‌های مستند را در قبرس تولید کرد. از سینمای نسل جدید قبرس ماریوس پیپیریدیس با فیلم قاچاق هندریکس (۲۰۱۸) در جشنواره فیلم سارایوو و جشنواره فیلم ترایبکا حضور پیدا کرد. مشهورترین کارگردان قبرسی تا به امروز مایکل کاکویانیس با فیلم زوربای یونانی (۱۹۶۴) است.
در حال حاضر در قبرس ۳۰ سالن مدرن سینما فعال است. تولید سرانه سالیانه فیلم در قبرس ۲ فیلم بلند و ۱ فیلم مستند است. جمعیت سینماروی این کشور نیز سالیانه حدود ۹۰۰ هزار نفر برآورد شده‌است.